# Bajandelger járás (Központi tartomány)
Bajandelger járás (mongol nyelven: Баяндэлгэр сум) Mongólia Központi tartományának egyik járása. Területe 2200 km². Népessége kb. 1900 fő.
Székhelye, Bajandelger (Баяндэлгэр) 100 km-re fekszik Dzúnmod tartományi székhelytől és 110 km-re Ulánbátortól.